# Lista de rotas da Amtrak
Esta é uma lista das rotas rápidas servidas pela companhia ferroviária americana Amtrak. Após o nome da localidade é indicado o código da estação Amtrak: por exemplo, Boston, MA BOS.

## Rotas actuais

### Acela Express

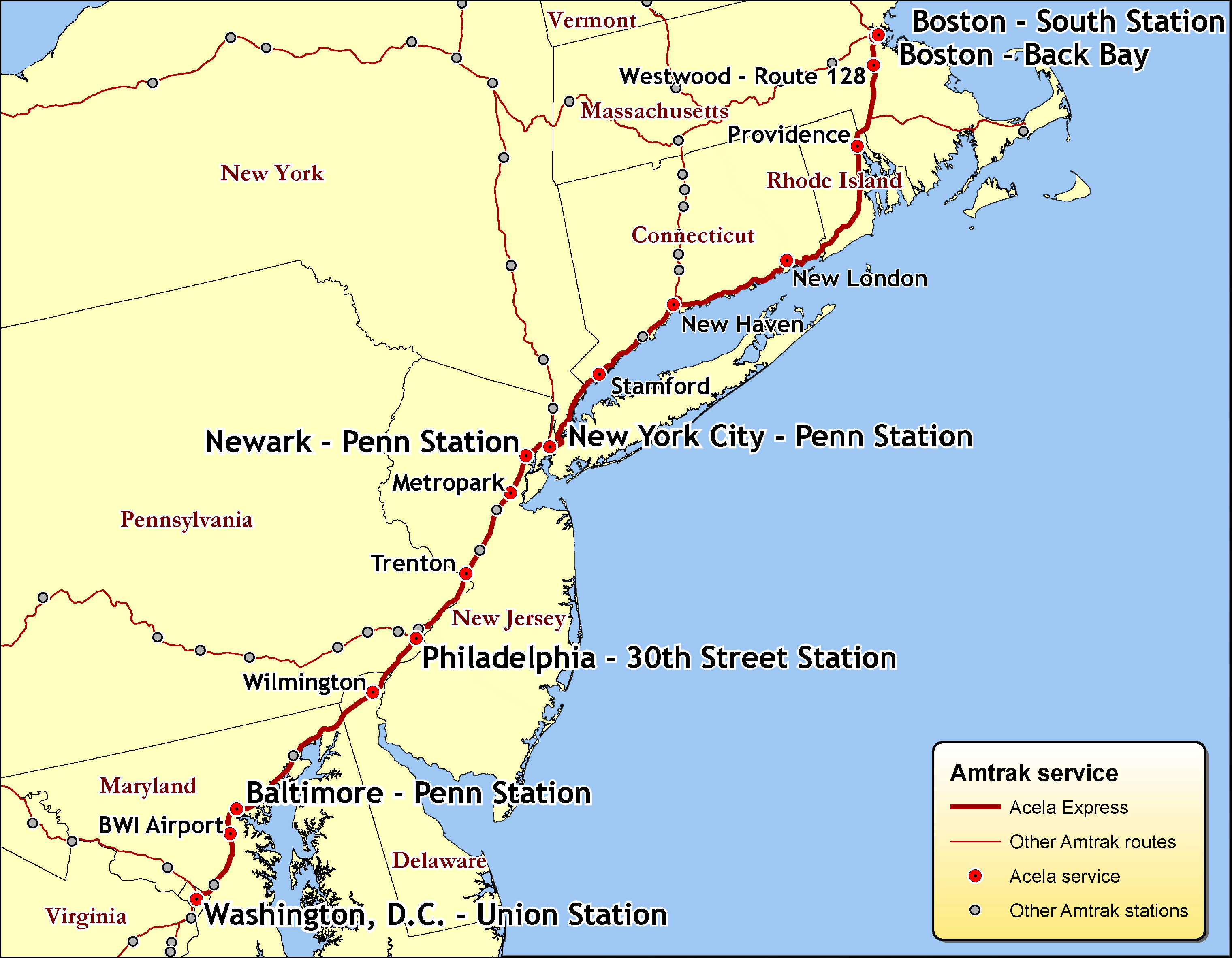
Mapa da rota Acela

Boston • Nova Iorque • Filadélfia • Washington
 734 km  
 6h 30m  
 113 km/h  
 vários por dia
 Boston, MA BOS • Boston, MA BBY • Westwood, MA RTE • Providence, RI PVD • New London, CT NLC • New Haven, CT NHV • Stamford, CT STM • Nova Iorque, NY NYP • Newark, NJ NWK • Iselin, NJ MET • Trenton, NJ TRE • Filadélfia, PA PHL • Wilmington, DE WIL • Baltimore, MD BAL • Aeroporto BWI, MD BWI • Washington, DC WAS

### Adirondack
Montreal • Albany • Nova Iorque
 613 km  
 10 horas  
 61 km/h  
 diário
 Nova Iorque, NY NYP • Yonkers, NY YNY • Croton-on-Hudson, NY CRT • Poughkeepsie, NY POU • Rhinecliff, NY RHI • Hudson, NY HUD • Albany-Rensselaer, NY ALB • Schenectady, NY SDY • Saratoga Springs, NY SAR • Fort Edward, NY FED • Whitehall, NY WHL • Ticonderoga, NY FTC • Port Henry, NY POH • Westport, NY WSP • Port Kent, NY PRK • Plattsburgh, NY PLB • Rouses Point, NY RSP • St-Lambert, QC SLQ • Montreal, QC MTR

### Ann Rutledge
Chicago • St. Louis • Kansas City
 912 km  
 11h 55m  
 76 km/h  
 diário
 Chicago, IL CHI • Summit, IL SMT • Dwight, IL DWT • Pontiac, IL PON • Bloomington-Normal, IL BNL • Lincoln, IL LCN • Springfield, IL SPI • Carlinville, IL CRV • Alton, IL ALN • St. Louis, MO STL • Kirkwood, MO KWD • Washington, MO WAH • Herman, MO HEM • Jefferson City, MO JEF • Sedalia, MO SED • Warrensburg, MO WAR • Lee's Summit, MO LEE • Independence, MO IDP • Kansas City, MO KCY

### Auto Train
Washington, DC • Flórida
 1.376 km  
 16h 30m  
 83 km/h  
 diário
 Lorton, VA LOR • Sanford, FL SFA
 Transporte de passageiros e automóveis directo, sem paragens

### Blue Water
Chicago • Port Huron
 513 km  
 7 horas  
 73 km/h  
 diário
 Chicago, IL CHI • Hammond, IN HMI • Michigan City, IN MCI • New Buffalo, MI NBM • Niles, MI NLS • Dowagiac, MI DOA • Kalamazoo, MI KAL • Battle Creek, MI BTL • East Lansing, MI LNS • Durand, MI DRD • Flint, MI FLN • Lapeer, MI LPE • Port Huron, MI PTH

### California Zephyr
Chicago • Denver • Emeryville (São Francisco)
 3.924 km  
 53 horas  
 74 km/h  
 diário
 Chicago, IL CHI • Naperville, IL NPV • Princeton, IL PCT • Galesburg, IL GBB • Burlington, IA BRL • Mt. Pleasant, IA MTP • Ottumwa, IA OTM • Osceola, IA OSC • Creston, IA CRN • Omaha, NE OMA • Lincoln, NE LNK • Hastings, NE HAS • Holdrege, NE HLD • McCook, NE MCK • Fort Morgan, CO FMG • Denver, CO DEN • Fraser, CO WIP • Granby, CO GRA • Glenwood Springs, CO GSC • Grand Junction, CO GJT • Green River, UT GRI • Helper, UT HER • Provo, UT PRO • Salt Lake City, UT SLC • Elko, NV ELK • Winnemucca, NV WNN • Sparks, NV SPR • Reno, NV RNO • Truckee, CA TRU • Colfax, CA COX • Roseville, CA RSV • Sacramento, CA SAC • Davis, CA DAV • Martinez, CA MTZ • Emeryville, CA EMY

### Capitol Corridor
Auburn • Sacramento • Emeryville (São Francisco) • Oakland • San José
 275 km  
 3h 15m  
 85 km/h  
 vários por dia
 Auburn, CA ARN • Rocklin, CA RLN • Roseville, CA RSV • Sacramento, CA SAC • Davis, CA DAV • Suisun, CA SUI • Martinez, CA MTZ • Richmond, CA RIC • Berkeley, CA BKY • Emeryville, CA, CA EMY • Oakland, CA OKJ • Oakland, CA OAC • Hayward, CA HAY • Fremont, CA FMT • Santa Clara, CA GAC • San José, CA SJC

### Capitol Limited
Washington, DC • Pittsburgh • Chicago
 1.230 km  
 18 horas  
 68 km/h  
 diário
 Washington, DC WAS • Rockville, MD RKV • Harpers Ferry, WV HFY • Martinsburg, WV MRB • Cumberland, MD CUM • Connellsville, PA COV • Pittsburgh, PA PGH • Alliance, OH ALC • Cleveland, OH CLE • Elyria, OH ELY • Sandusky, OH SKY • Toledo, OH TOL • Waterloo, IN WTI • Elkhart, IN EKH • South Bend, IN SOB • Chicago, IL CHI

### Cardinal
Nova Iorque • Washington, DC • Cincinnati • Indianapolis • Chicago
 1.844 km  
 26h 30m  
 70 km/h  
 vários por semana
 Nova Iorque, NY NYP • Newark, NJ NWK • Trenton, NJ TRE • Filadélfia, PA PHL • Wilmington, DE WIL • Baltimore, MD BAL • Washington, DC WAS • Alexandria, VA ALX • Manassas, VA MSS • Culpeper, VA CLP • Charlottesville, VA CVS • Staunton, VA STA • Clifton Forge, VA CLF • White Sulphur Springs, WV WSS • Alderson, WV ALD • Hinton, WV HIN • Prince, WV PRC • Thurmond, WV THN • Montgomery, WV MNG • Charleston, WV CHW • Huntington, WV HUN • Ashland, KY AKY • South Shore, KY SPM • Maysville, KY MAY • Cincinnati, OH CIN • Connersville, IN COI • Indianapolis, IN IND • Crawfordsville, IN CRF • Lafayette, IN LAF • Rensselaer, IN REN • Dyer, IN DYE • Chicago, IL CHI

### Carl Sandburg
Chicago • Quincy
 415 km  
 4h 15m  
 98 km/h  
 diário
 Chicago, IL CHI • Joliet, IL JOL • La Grange, IL LAG • Naperville, IL NPV • Plano, IL PLO • Mendota, IL MDT • Princeton, IL PCT • Kewanee, IL KEE • Galesburg, IL GBB • Macomb, IL MAC • Quincy, IL QCY

### Carolinian
Nova Iorque • Raleigh • Charlotte
 1.133 km  
 13h 30m  
 84 km/h  
 diário
 Nova Iorque, NY NYP • Newark, NJ NWK • Trenton, NJ TRE • Filadélfia, PA PHL • Wilmington, DE WIL • Baltimore, MD BAL • Washington, DC WAS • Alexandria, VA ALX • Quantico, VA QAN • Fredericksburg, VA FBG • Richmond, VA RVR • Petersburg, VA PTB • Rocky Mount, NC RMT • Wilson, NC WLN • Selma, NC SSM • Raleigh, NC RGH • Cary, NC CYN • Durham, NC DNC • Burlington, NC BNC • Greensboro, NC GRO • High Point, NC HPT • Salisbury, NC SAL • Kannapolis, NC KAN • Charlotte, NC CLT

### Cascades
Vancouver • Seattle • Tacoma • Portland • Salem • Eugene
 750 km  
 10h 25m  
 72 km/h  
 vários por dia
 Eugene, OR EUG • Albany, OR ALY • Salem, OR SLM • Oregon City, OR ORC • Portland, OR PDX • Vancouver, WA VAN • Kelso, WA KEL • Centralia, WA CTL • Lacey-Olympia, WA OLW • Tacoma, WA TAC • Tukwila, WA TUK • Seattle, WA SEA • Edmonds, WA EDM • Everett, WA EVR • Mount Vernon, WA MVW • Bellingham, WA BEL • Vancouver, BC VAC

### City of New Orleans
Chicago • Memphis • Nova Orleães
 1.490 km  
 19h 30m  
 76 km/h  
 diário
 Chicago, IL CHI • Homewood, IL HMW • Kankakee, IL KKI • Champaign-Urbana, IL CHM • Mattoon, IL MAT • Effingham, IL EFG • Centralia, IL CEN • Carbondale, IL CDL • Fulton, KY FTN • Newbern, TN NBN • Memphis, TN MEM • Greenwood, MS GWD • Yazoo City, MS YAZ • Jackson, MS JAN • Hazlehurst, MS HAZ • Brookhaven, MS BRH • McComb, MS MCB • Hammond, LA HMD • Nova Orleães, LA NOL

### Coast Starlight
Seattle • Portland • Los Angeles
 2.235 km  
 35 horas  
 64 km/h  
 diário
 Seattle, WA SEA • Tacoma, WA TAC • Lacey-Olympia, WA OLW • Centralia, WA CTL • Kelso, WA KEL • Vancouver, WA VAN • Portland, OR PDX • Salem, OR SLM • Albany, OR ALY • Eugene, OR EUG • Chemult, OR CMO • Klamath Falls, OR KFS • Dunsmuir, CA DUN • Redding, CA RDD • Chico, CA CIC • Sacramento, CA SAC • Davis, CA DAV • Martinez, CA MTZ • Emeryville, CA, CA EMY • Oakland, CA OKJ • San José, CA SJC • Salinas, CA SNS • Paso Robles, CA PRB • San Luis Obispo, CA SLO • Santa Bárbara, CA SBA • Oxnard, CA OXN • Simi Valley, CA SIM • Van Nuys, CA VNC • Los Angeles, CA LAX

### Crescent
Nova Iorque • Atlanta • Nova Orleães
 2.216 km  
 30 horas  
 74 km/h  
 diário
 Nova Iorque, NY NYP • Newark, NJ NWK • Trenton, NJ TRE • Filadélfia, PA PHL • Wilmington, DE WIL • Baltimore, MD BAL • Washington, DC WAS • Alexandria, VA ALX • Manassas, VA MSS • Culpeper, VA CLP • Charlottesville, VA CVS • Lynchburg, VA LYH • Danville, VA DAN • Greensboro, NC GRO • High Point, NC HPT • Salisbury, NC SAL • Charlotte, NC CLT • Gastonia, NC GAS • Spartanburg, SC SPB • Greenville, SC GRV • Clemson, SC CSN • Toccoa, GA TCA • Gainesville, GA GNS • Atlanta, GA ATL • Anniston, AL ATN • Birmingham, AL BHM • Tuscaloosa, AL TCL • Meridian, MS MEI • Laurel, MS LAU • Hattiesburg, MS HBG • Picayune, MS PIC • Slidell, LA SDL • Nova Orleães, LA NOL

### Downeaster
Portland • Boston
 187 km  
 2 h 35m  
 72 km/h  
 vários por dia
 Portland, ME POR • Old Orchard Beach, ME ORB • Saco, ME SAO • Wells, ME WEM • Dover, NH DOV • Durham, NH DHM • Exeter, NH EXR • Haverhill, MA HHL • Woburn, MA WOB • Boston, MA BON

### Empire Builder
Chicago • St. Paul • Seattle
 3.550 km  
 46 horas  
 77 km/h  
 diário
 Chicago, IL • Glenview, IL GLN • Milwaukee, WI MKE • Columbus, WI CBS • Portage, WI POG • Wisconsin Dells, WI WDL • Tomah, WI TOH • La Crosse, WI LSE • Winona, MN WIN • Red Wing, MN RDW • Saint Paul–Minneapolis, MN MSP • St. Cloud, MN SCD • Staples, MN SPL • Detroit Lakes, MN DLK • Fargo, ND FAR • Grand Forks, ND GFK • Devils Lake, ND DVL • Rugby, ND RUG • Minot, ND MOT • Stanley, ND STN • Williston, ND WTN • Wolf Point, MT WPT • Glasgow, MT GGW • Malta, MT MAL • Havre, MT HAV • Shelby, MT SBY • Cut Bank, MT CUT • Browning, MT BRO • East Glacier Park, MT GPK • Essex, MT ESM • West Glacier, MT WGL • Whitefish, MT WFH • Libby, MT LIB • Sandpoint, ID SPT • Spokane, WA SPK • Pasco, WA PSC • Wishram, WA WIH • Bingen, WA BNG • Vancouver, WA VAN • Portland, OR PDX

### Empire Builder – Portland
Chicago • St. Paul • Portland
 3.632 km  
 46 horas  
 79 km/h  
 diário
 Troço comum com a linha Empire Builder entre Chicago, IL e Spokane, WA; depois Ephrata, WA EPH • Wenatchee, WA WEN • Everett, WA EVR • Edmonds, WA EDM • Seattle, WA SEA

### Empire Service
Nova Iorque • Albany • Syracuse • Rochester • Buffalo • Niagara Falls
 740 km  
 8h 50m  
 84 km/h  
 vários por dia
 Nova Iorque, NY NYP • Yonkers, NY YNY • Croton-on-Hudson, NY CRT • Poughkeepsie, NY POU • Rhinecliff, NY RHI • Hudson, NY HUD • Albany-Rensselaer, NY ALB • Schenectady, NY SDY • Amsterdam, NY AMS • Utica, NY UCA • Rome, NY ROM • Syracuse, NY SYR • Rochester, NY ROC • Depew, NY BUF • Buffalo, NY BFX • Niagara Falls, NY NFL

### Ethan Allen Express
Nova Iorque • Albany • Rutland
 388 km  
 5h 30m  
 71 km/h  
 diário
 Nova Iorque, NY NYP • Yonkers, NY YNY • Croton-on-Hudson, NY CRT • Poughkeepsie, NY POU • Rhinecliff, NY RHI • Hudson, NY HUD • Albany-Rensselaer, NY ALB • Schenectady, NY SDY • Saratoga Springs, NY SAR • Fort Edward, NY FED • Fair Haven, VT FHV • Rutland, VT RUD

### Heartland Flyer
Oklahoma City • Fort Worth
 332 km  
 4h 15m  
 78 km/h  
 diário
 Oklahoma City, OK OKC • Norman, OK NOR • Purcell, OK PUR • Pauls Valley, OK PVL • Ardmore, OK ADM • Gainesville, TX GLE • Fort Worth, TX FTW

### Hiawatha
Chicago • Milwaukee
 137 km  
 1h 30m  
 91 km/h  
 vários por dia
 Chicago, IL CHI • Glenview, IL GLN • Sturtevant, WI SVT • Milwaukee-Aeroporto Internacional General Mitchell, WI MKA • Milwaukee, WI MKE

### Hoosier State
Chicago • Indianapolis
 315 km  
 4h 50m  
 65 km/h  
 diário (em conjugação com o Cardinal)
 Chicago, IL CHI • Dyer, IN DYE • Rensselaer, IN REN • Crawfordsville, IN CRF • Indianapolis, IN IND

### Illini
Chicago • Carbondale
 499 km  
 5h 30m  
 91 km/h  
 diário
 Chicago, IL CHI • Homewood, IL HMW • Kankakee, IL KKI • Gilman, IL GLM • Rantoul, IL RTL • Champaign-Urbana, IL CHM • Mattoon, IL MAT • Effingham, IL EFG • Centralia, IL CEN • Du Quoin, IL DQN • Carbondale, IL CDL

### Illinois Zephyr
Chicago • Quincy
 415 km  
 4h 15m  
 98 km/h  
 diário
 mesma rota que o Carl Sandburg (ver acima)

### Kansas City Mule
Kansas City • St. Louis
 455 km  
 3h 20m  
 137 km/h  
 diário
 Kansas City, MO KCY • Independence, MO IDP • Lee's Summit, MO LEE • Warrensburg, MO WAR • Sedalia, MO SED • Jefferson City, MO JEF • Herman, MO HEM • Washington, MO WAH • Kirkwood, MO KWD • St. Louis, MO STL

### Keystone
Nova Iorque • Filadélfia • Harrisburg
 314 km  
 3h 50m  
 82 km/h  
 vários por dia
 Harrisburg, PA HAR • Middletown, PA MID • Elizabethtown, PA ELT • Mount Joy, PA MJY • Lancaster, PA LNC • Parkesburg, PA PAR • Coatesville, PA COT • Downingtown, PA DOW • Exton, PA EXT • Paoli, PA PAO • Ardmore, PA ARD • Filadélfia, PA PHL • Filadélfia, PA PHN • Cornwells Heights, PA CWH • Trenton, NJ TRE • Princeton Junction, NJ PJC • New Brunswick, NJ NBK • Iselin, NJ MET • Aeroporto de Newark, NJ EWR • Newark, NJ NWK • Nova Iorque, NY NYP

### Lake Shore Limited
Nova Iorque • Albany • Chicago
 1.543 km  
 18h 30m  
 83 km/h  
 diário
 Chicago, IL CHI •South Bend, IN SOB • Elkhart, IN EKH • Waterloo, IN WTI • Bryan, OH BYN • Toledo, OH TOL • Sandusky, OH SKY • Elyria, OH ELY • Cleveland, OH CLE • Erie, PA ERI • Depew-Buffalo, NY BUF • Rochester, NY ROC • Syracuse, NY SYR • Utica, NY UCA • Schenectady, NY SDY • Albany-Rensselaer, NY ALB • Croton-on-Hudson, NY CRT • Nova Iorque, NY NYP

### Lake Shore Limited – Boston
Boston • Albany • Chicago
 1.636 km  
 15h 35m  
 105 km/h  
 diário
 Chicago, IL CHI • South Bend, IN SOB • Elkhart, IN EKH • Waterloo, IN WTI • Bryan, OH BYN • Toledo, OH TOL • Sandusky, OH SKY • Elyria, OH ELY • Cleveland, OH CLE • Erie, PA ERI • Depew-Buffalo, NY BUF • Rochester, NY ROC • Syracuse, NY SYR • Utica, NY UCA • Schenectady, NY SDY • Albany-Rensselaer, NY ALB • Pittsfield, MA PIT • Springfield, MA SPG • Worcester, MA WOR • Framingham, MA FRA • Boston, MA BBY • Boston, MA BOS

### Lincoln Service
Chicago • St. Louis • Kansas City
 912 km  
 11h 55m  
 76 km/h  
 vários por dia
 mesma rota que o Ann Rutledge (ver acima)

### Maple Leaf
Nova Iorque • Toronto
 875 km  
 9h 10m  
 96 km/h  
 diário
 Nova Iorque, NY NYP • Yonkers, NY YNY • Croton-on-Hudson, NY CRT • Poughkeepsie, NY POU • Rhinecliff, NY RHI • Hudson, NY HUD • Albany-Rensselaer, NY ALB • Schenectady, NY SDY • Amsterdam, NY AMS • Utica, NY UCA • Rome, NY ROM • Syracuse, NY SYR • Rochester, NY ROC • Depew, NY BUF • Buffalo, NY BFX • Niagara Falls, NY NFL • Niagara Falls (Ontário), ON NFS • St. Catharines, ON SCA • Grimsby, ON GMS • Aldershot, ON AST • Oakville, ON OKL • Toronto, ON TWO

### Pacific Surfliner
Paso Robles • San Luis Obispo • Santa Bárbara • Los Angeles • San Diego
 563 km  
 5h 45m  
 98 km/h  
 vários por dia
 Paso Robles, CA PRB • Atascadero, CA ATA • San Luis Obispo, CA SLO • Grover Beach, CA GVB • Santa Maria, CA SAT • Guadalupe, CA GUA • Surf, CA LPS • Goleta, CA GTA • Santa Bárbara, CA SBA • Carpinteria, CA CPN • Ventura, CA VEC • Oxnard, CA OXN • Camarillo, CA CML • Moorpark, CA MPK •  Simi Valley, CA SIM • Chatsworth, CA CWT • Van Nuys, CA VNC • Burbank, CA BUR • Glendale, CA GDL • Los Angeles, CA LAX • Fullerton, CA FUL • Anaheim, CA ANA • Santa Ana, CA SNA • Irvine, CA IRV • San Juan Capistrano, CA SNC • San Clemente, CA SNP • Oceanside, CA OSD • Solana Beach, CA SOL • San Diego, CA OLT • San Diego, CA SAN

### Palmetto
Nova Iorque • Washington, DC • Charleston • Savannah
 1.334 km  
 14h 20m  
 93 km/h  
 diário
 Nova Iorque, NY NYP • Trenton, NJ TRE • Filadélfia, PA PHL • Wilmington, DE WIL • Baltimore, MD BAL • Washington, DC WAS • Alexandria, VA ALX • Richmond, VA RVR • Petersburg, VA PTB • Rocky Mount, NC RMT • Wilson, NC WLN • Selma, NC SSM • Raleigh, NC RGH • Fayetteville, NC FAY • Dillon, SC DIL • Florence, SC FLO • Kingstree, SC KTR • North Charleston, SC CHS • Yemassee, SC YEM • Savannah, GA SAV

### Pennsylvanian
Nova Iorque • Pittsburgh
 715 km  
 9h 20m  
 77 km/h  
 diário
 Nova Iorque, NY NYP • Newark, NJ NWK • Princeton Junction, NJ PJC • Trenton, NJ TRE • Filadélfia, PA PHL • Paoli, PA PAO • Lancaster, PA LNC • Harrisburg, PA HAR • Lewistown, PA LEW • Huntingdon, PA HGD • Tyrone, PA TYR • Altoona, PA ALT • Johnstown, PA JST • Latrobe, PA LAB • Greensburg, PA GNB • Pittsburgh, PA PGH

### Pere Marquette
Chicago • Grand Rapids
 283 km  
 4 horas  
 71 km/h  
 diário
 Chicago, IL CHI • Hammond, IN HMI • Michigan City, IN MCI • New Buffalo, MI NBM • St. Joseph, MI SJM • Bangor, MI BAM • Holland, MI HOM • Grand Rapids, MI GRR

### Piedmont
Raleigh • Charlotte
 278 km  
 3h 20m  
 83 km/h  
 diário
 Raleigh, NC RGH • Cary, NC CYN • Durham, NC DNC • Burlington, NC BNC • Greensboro, NC GRO • High Point, NC HPT • Salisbury, NC SAL • Kannapolis, NC KAN • Charlotte, NC CLT

### Regional Service
Boston • Providence • New York • Washington, DC • Newport News
 1.037 km   (via Providence)
 12h 30m  
 83 km/h  
 vários por dia
 Boston, MA BOS • Boston, MA BBY • Westwood, MA RTE • Providence, RI PVD • West Kingston, RI KIN • Westerly, RI WLY • Mystic, CT MYS • New London, CT NLC • Old Saybrook, CT OSB • New Haven, CT NHV • Bridgeport, CT BRP • Stamford, CT STM • New Rochelle, NY NRO • Nova Iorque, NY NYP • Newark, NJ NWK • Aeroporto de Newark, NJ EWR • Iselin, NJ MET • New Brunswick, NJ NBK • Princeton Junction, NJ PJC • Trenton, NJ TRE • Cornwells Heights, PA CWH • Filadélfia, PA PHN • Filadélfia, PA PHL • Wilmington, DE WIL • Newark, DE NRK • Aberdeen, MD ABE • Baltimore, MD BAL • Aeroporto BWI, MD BWI • New Carrollton, MD NCR • Washington, DC WAS • Alexandria, VA ALX • Springfield, VA FRS • Woodbridge, VA WDB • Quantico, VA QAN • Fredericksburg, VA FBG • Ashland, VA ASD • Richmond, VA RVR • Richmond, VA RVM • Williamsburg, VA WBG • Newport News, VA NPN

### Regional Service – Springfield
Springfield • New York • Washington, DC • Newport News
 desconhecida (o troço Springfield-New Haven tem 97 km)  
 11h 25m  
 desconhecida  
 vários por dia
 Springfield, MA SPG • Windsor Locks, CT WNL • Windsor, CT WND • Hartford, CT HFD • Kensington-Berlin, CT BER • Meriden, CT MDN • Wallingford, CT WFD • New Haven, CT NHV • Bridgeport, CT BRP • Stamford, CT STM • New Rochelle, NY NRO • Nova Iorque, NY NYP • Newark, NJ NWK • Aeroporto de Newark, NJ EWR • Iselin, NJ MET • New Brunswick, NJ NBK • Princeton Junction, NJ PJC • Trenton, NJ TRE • Cornwells Heights, PA CWH • Filadélfia, PA PHN • Filadélfia, PA PHL • Wilmington, DE WIL • Newark, DE NRK • Aberdeen, MD ABE • Baltimore, MD BAL • Aeroporto BWI, MD BWI • New Carrollton, MD NCR • Washington, DC WAS • Alexandria, VA ALX • Springfield, VA FRS • Woodbridge, VA WDB • Quantico, VA QAN • Fredericksburg, VA FBG • Ashland, VA ASD • Richmond, VA RVR • Richmond, VA RVM • Williamsburg, VA WBG • Newport News, VA NPN

### St. Louis Mule
St. Louis • Kansas City
 455 km  
 3h 20m  
 137 km/h  
 diário
 mesma rota que o Kansas City Mule (ver acima)

### Saluki
Chicago • Carbondale
 499 km  
 5h 30m  
 91 km/h  
 diário
 mesma rota que o Illini (ver acima)

### San Joaquin
Oakland • Bakersfield
 512 km  
 6 horas  
 85 km/h  
 vários por dia
 Oakland, CA OKJ • Emeryville, CA EMY • Richmond, CA RIC • Martinez, CA MTZ • Antioch, CA ACA • Stockton, CA SKN • Modesto, CA MOD • Denair, CA TRK • Merced, CA MCD • Madera, CA MDR • Fresno, CA FNO • Hanford, CA HNF • Corcoran, CA COC • Wasco, CA WAC • Bakersfield, CA BFD

### San Joaquin – Sacramento
Sacramento • Bakersfield
 451 km  
 5h 15m  
 86 km/h  
 vários por dia
 Sacramento, CA SAC • Lodi, CA LOD • Stockton, CA SKT • Modesto, CA MOD • Denair, CA TRK • Merced, CA MCD • Madera, CA MDR • Fresno, CA FNO • Hanford, CA HNF • Corcoran, CA COC • Wasco, CA WAC • Bakersfield, CA BFD

### Shuttle
New Haven • Springfield
 97 km  
 1h 20m  
 73 km/h  
 vários por dia
 Springfield, MA SPG • Windsor Locks, CT WNL • Windsor, CT WND • Hartford, CT HFD • Kensington-Berlin, CT BER • Meriden, CT MDN • Wallingford, CT WFD • New Haven, CT NHV

### Silver Meteor
Nova Iorque • Washington, DC • Charleston • Savannah • Jacksonville • Orlando • Miami
 2.235 km  
 27h 40m  
 81 km/h  
 diário
 Nova Iorque, NY NYP • Trenton, NJ TRE • Filadélfia, PA PHL • Wilmington, DE WIL • Baltimore, MD BAL • Washington, DC WAS • Alexandria, VA ALX • Richmond, VA RVR • Petersburg, VA PTB • Rocky Mount, NC RMT • Wilson, NC WLN • Selma, NC SSM • Raleigh, NC RGH • Fayetteville, NC FAY • Dillon, SC DIL • Florence, SC FLO • Kingstree, SC KTR • North Charleston, SC CHS • Yemassee, SC YEM • Savannah, GA SAV • Jesup, GA JSP • Jacksonville, FL JAX • Palatka, FL PAK • DeLand, FL DLD • Winter Park, FL WPK • Orlando, FL ORL • Kissimmee, FL KIS • Winter Haven, FL WTH • Sebring, FL SBG • West Palm Beach, FL WPB • Delray Beach, FL DLB • Deerfield Beach, FL DFB • Fort Lauderdale, FL FTL • Hollywood, FL HOL • Miami, FL MIA

### Silver Star
Nova Iorque • Washington, DC • Charleston • Savannah • Jacksonville • Orlando • Tampa/Miami
 2.449 km  
 25h 30m  
 96 km/h  
 diário
 Nova Iorque, NY NYP • Newark, NJ NWK • Trenton, NJ TRE • Filadélfia, PA PHL • Wilmington, DE WIL • Baltimore, MD BAL • Washington, DC WAS • Alexandria, VA ALX • Richmond, VA RVR • Petersburg, VA PTB • Rocky Mount, NC RMT • Raleigh, NC RGH • Southern Pines, NC SOP • Hamlet, NC HAM • Camden, SC CAM • Columbia, SC CLB • Denmark, SC DNK • Savannah, GA SAV • Jacksonville, FL JAX • Palatka, FL PAK • DeLand, FL DLD • Winter Park, FL WPK • Orlando, FL ORL • Kissimmee, FL KIS • Tampa, FL TPA • Lakeland, FL LKL • Lakeland, FL LAK • Winter Haven, FL WTH • Sebring, FL SBG • Okeechobee, FL OKE • West Palm Beach, FL WPB • Delray Beach, FL DLB • Deerfield Beach, FL DFB • Fort Lauderdale, FL FTL • Hollywood, FL HOL • Miami, FL MIA

### Southwest Chief
Chicago • Albuquerque • Los Angeles
 3.631 km  
 43 horas  
 84 km/h  
 diário
 Chicago, IL CHI • Naperville, IL NPV • Mendota, IL MDT • Princeton, IL PCT • Galesburg, IL GBB • Fort Madison, IA FMD • La Plata, MO LAP • Kansas City, MO KCY • Lawrence, KS LRC • Topeka, KS TOP • Newton, KS NEW • Hutchinson, KS HUT • Dodge City (Kansas), KS DDG • Garden City, KS GCK • Lamar, CO LMR • La Junta, CO LAJ • Trinidad, CO TRI • Raton, NM RAT • Lamy, NM LMY • Las Vegas, NM LSV • Albuquerque, NM ABQ • Gallup, NM GLP • Winslow, AZ WLO • Flagstaff, AZ FLG • Williams Junction, AZ WMJ • Kingman, AZ KNG • Needles, CA NDL • Barstow, CA BAR • Victorville, CA VRV • San Bernardino, CA SNB • Riverside, CA RIV • Fullerton, CA FUL • Los Angeles, CA LAX

### State House
Chicago • St. Louis
 457 km  
 5h 30m  
 83 km/h  
 desconhecido
 Chicago, IL CHI • Summit, IL SMT • Dwight, IL DWT • Pontiac, IL PON • Bloomington-Normal, IL BNL • Lincoln, IL LCN • Springfield, IL SPI • Carlinville, IL CRV • Alton, IL ALN • St. Louis, MO STL

### Sunset Limited
Orlando • Nova Orleães • Houston • Los Angeles
 4.875 km  
 68 horas  
 72 km/h  
 três dias por semana
 Orlando, FL ORL • Winter Park, FL WPK • DeLand, FL DLD • Palatka, FL PAK • Jacksonville,  FL JAX • Lake City, FL LEC • Madison, FL MDO • Tallahassee, FL TLH • Chipley, FL CIP • Crestview, FL CSV • Pensacola, FL PNS • Atmore, AL ATR • Mobile, AL MOE • Pascagoula, MS PAG • Biloxi, MS BIX • Gulfport, MS GUF • Bay St. Louis, MS BAS • Nova Orleães, LA NOL • Schriever, LA SCH • New Iberia, LA NIB • Lafayette, LA LFT • Lake Charles, LA LCH • Beaumont, TX BMT • Houston, TX HOS • San Antonio, TX SAS • Del Rio, TX DRT • Sanderson, TX SND • Alpine, TX ALP • El Paso, TX ELP • Deming, NM DEM • Lordsburg, NM LDB • Benson, AZ BEN • Tucson, AZ TUS • Maricopa, AZ MRC • Yuma, AZ YUM • North Palm Springs, CA PSN • Ontario, CA ONA • Pomona, CA POS • Los Angeles, CA LAX

### Texas Eagle
Chicago • St. Louis • Dallas • San Antonio • Los Angeles
 4.390 km (2.102 km)  
 70h 10m (32h 25m)  
 63 km/h (65 km/h)  
 serviço completo três dias por semana, diário apenas entre Chicago e San Antonio
 Chicago, IL CHI • Joliet, IL JOL • Pontiac, IL PON • Bloomington-Normal, IL BNL • Lincoln, IL LCN • Springfield, IL SPI • Alton, IL ALN • St. Louis, MO STL Poplar Bluff, MO PBF • Walnut Ridge, AR WNR • Little Rock, AR LRK • Malvern, AR MVN • Arkadelphia, AR ARK • Texarkana, AR TXA • Marshall, TX MHL • Longview, TX LVW • Mineola, TX MIN • Dallas, TX DAL • Fort Worth, TX FTW • Cleburne, TX CBR • McGregor, TX MCG • Temple, TX TPL • Taylor, TX TAY • Austin, TX AUS • San Marcos, TX SMC • San Antonio, TX SAS • Del Rio, TX DRT • Sanderson, TX SND • Alpine, TX ALP • El Paso, TX ELP • Deming, NM DEM • Lordsburg, NM LDB • Benson, AZ BEN • Tucson, AZ TUS • Maricopa, AZ MRC • Yuma, AZ YUM • North Palm Springs, CA PSN • Ontario, CA ONA • Pomona, CA POS • Los Angeles, CA LAX
 Extensão, duração e velocidade: valores entre parêntesis indicam o troço Chicago • San Antonio

### Vermonter
St. Albans • Burlington • Springfield • Nova Iorque • Washington, DC
 975 km  
 13h 45m  
 71 km/h  
 diário
 St Albans, VT SAB • Essex Junction, VT ESX • Waterbury, VT WAB • Montpelier, VT MPR • Randolph, VT RPH • White River Junction, VT WRJ • Windsor, VT WNM • Claremont, NH CLA • Bellows Falls, VT BLF • Brattleboro, VT BRA • Amherst, MA AMM • Springfield, MA SPG • Windsor Locks, CT WNL • Hartford, CT HFD • Kensington-Berlin, CT BER • Meriden, CT MDN • New Haven, CT NHV • Bridgeport, CT BRP • Stamford, CT STM • Nova Iorque, NY NYP • Newark, NJ NWK • Iselin, NJ MET • Trenton, NJ TRE • Filadélfia, PA PHN • Filadélfia, PA PHL • Wilmington, DE WIL • Baltimore, MD BAL • Aeroporto BWI, MD BWI • New Carrollton, MD NCR • Washington, DC WAS

### Wolverine
Chicago • Detroit • Pontiac
 489 km  
 6h 30m  
 75 km/h  
 diário
 Chicago, IL CHI • Hammond, IN HMI • Michigan City, IN MCI • New Buffalo, MI NBM • Niles, MI NLS • Dowagiac, MI DOA • Kalamazoo, MI KAL • Battle Creek, MI BTL • Albion, MI ALI • Jackson, MI JXN • Ann Arbor, MI ARB • Dearborn, MI DER • Detroit, MI DET • Royal Oak, MI ROY • Birmingham, MI BMM • Pontiac, MI PNT

## Dez mais longas
| #    | Nome                      | Rota                                | Extensão da linha |
| ---- | ------------------------- | ----------------------------------- | ----------------- |
| 1.ª  | Sunset Limited            | Orlando • Los Angeles               | 4.875 km          |
| 2.ª  | Texas Eagle               | Chicago • San Antonio • Los Angeles | 4.390 km          |
| 3.ª  | California Zephyr         | Chicago • Emeryville                | 3.924 km          |
| 4.ª  | Empire Builder – Portland | Chicago • Portland                  | 3.632 km          |
| 5.ª  | Southwest Chief           | Chicago • Albuquerque • Los Angeles | 3.631 km          |
| 6.ª  | Empire Builder            | Chicago • Seattle                   | 3.550 km          |
| 7.ª  | Silver Star               | Nova Iorque • Tampa/Miami           | 2.449 km          |
| 8.ª  | Coast Starlight           | Seattle • Los Angeles               | 2.235 km          |
| –    | Silver Meteor             | Nova Iorque • Miami                 | 2.235 km          |
| 10.ª | Crescent                  | Nova Iorque • Nova Orleães          | 2.216 km          |

## Dez mais rápidas
| #   | Nome                           | Rota                      | velocidade média |
| --- | ------------------------------ | ------------------------- | ---------------- |
| 1.ª | Kansas City Mule/St Louis Mule | Kansas City • St. Louis   | 136 km/h         |
| 2.ª | Acela Express                  | Boston • Washington, DC   | 113 km/h         |
| 3.ª | Lake Shore Limited – Boston    | Boston • Chicago          | 105 km/h         |
| 4.ª | Carl Sandburg/Illinois Zephyr  | Chicago • Quincy          | 98 km/h          |
| –   | Pacific Surfliner              | Paso Robles • San Diego   | 98 km/h          |
| 6.ª | Maple Leaf                     | Nova Iorque • Toronto     | 96 km/h          |
| –   | Silver Star                    | Nova Iorque • Tampa/Miami | 96 km/h          |
| 8.ª | Palmetto                       | Nova Iorque • Savannah    | 93 km/h          |
| 9.ª | Hiawatha                       | Chicago • Milwaukee       | 91 km/h          |
| –   | Illini/Saluki                  | Chicago • Carbondale      | 91 km/h          |

## Rotas descontinuadas
| Nome       | Rota                                      | Observações                                              |
| ---------- | ----------------------------------------- | -------------------------------------------------------- |
| Metroliner | Nova Iorque • Filadélfia • Washington, DC | Fundido no serviço Acela Express a 27 de Outubro de 2006 |